# 안상혁
안상혁(安相赫, 1970년 5월 3일~)은 대한민국의 기독교 역사신학자이며 개혁주의 신학을 잘 계승한 합동신학대학원대학교의 제 12대 총장이다.
한국장로교신학회 부회장이며, 합동신학대학원대학교에서 청교도연구센터 소장과 정암연구소 소장을 역임하였다. 사무엘 루더포드, 토마스 후커를 비롯한 언약신학의 전문가로 평가받고 있다. 저명한 개혁신학자 리차드 멀러의 제자이다. 합동신학대학원대학교의 이사장과 합신총회장을 역임한 안만수 목사가 그의 부친이다.

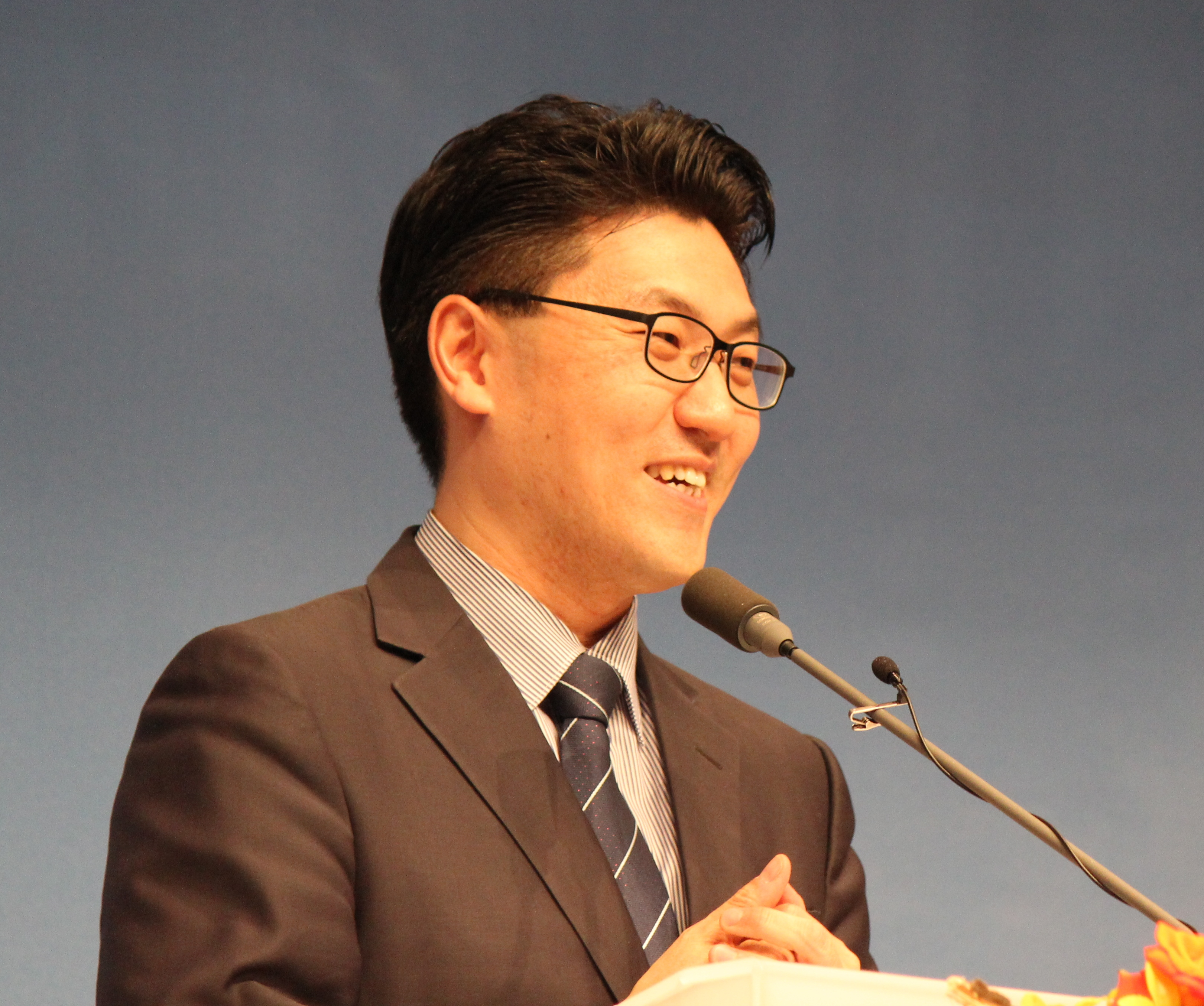
안상혁 교수, 목동 지구촌 교회, 2014년 11월 11일

## 학력
- 연세대학교 사학 학사
- 서울대학교 대학원 서양사 석사
- 합동신학대학원대학교 목회학 석사
- 미국 예일 대학교 신학석사(S.T.M.), 교회사
- 미국 칼빈신학교 역사신학 박사 지도교수 리처드 멀러

## 경력
- 한국장로교신학회 총무
- 현 한국장로교신학회 부회장
- 현 한국복음주의신학회 부회계
- 현 합동신학대학원대학교 청교도연구센터 소장
- 현 합동신학대학원대학교 정암연구소 소장
- 현 화평교회 협동목사
- 현 합동신학대학원대학교 총장

## 저서
- 학위논문: Covenant in Conflict : The Controversy over Church Covenant between Samuel Rutherford and Thomas Hooker. (Ph.D.)
- 『언약신학 : 쟁점으로 읽는다』(영음사)
- 『세 가지 관점으로 보는 시내산 언약』(합신대학원출판부)
- 『한국인의 청교도 연구』(합신대학원출판부)
- "오덕교 박사의 생애와 신학," 『한국의 신학자들 2』, 편집 안명준 (아벨서원, 2021)

## 역서
- 사무엘 루더포드 『생명 언약 제1부: 행위언약과 은혜언약』(합신대학원출판부)
- 사무엘 루더포드 『생명 언약 제2부: 구속언약』(합동신학대학원출판부)

## 편서
- 셀더하위스 외. 『청교도 신학』(합신대학원출판부),
- 조엘 비키 외. 『한국교회를 위한 청교도 설교의 유산과 적실성』 (합신대학원출판부)

## 공저
- 『오늘을 살아내는 참된 종말신앙』(영음사)
- 『교회는 개혁되어야』(영음사)
- 『경건』(영음사)
- 『성경이 가르쳐준 성령』(영음사)
- 『종교개혁과 우리』(합신대학원출판부)
- 『인간이란 무엇인가?』(영음사)
- 『그리스도의 순종과 의의 전가』(합신출판부)
- 『한국의 칼빈주의자들』(킹덤북스)

## 공역
- 에미디오 캄피 『스위스 종교개혁: 쯔빙글리, 베르밀리, 불링거』(합신대학원출판부)
- 헤르만 셀더하위스 『비텐베르크에서 도르트까지』(합신대학원출판부)

## 논문
- 하나님의 진노에 대한 복음적 이해: 교회사적 고찰(2012)
- John Calvin, the Bodily Resurrection and the Modern Monism-Dualism Debate (2013)
- 열쇠의 권세: 스트라스부르크의 종교개혁자 마틴 부처와 교회의 권징, 1523-1549(2014)
- 제네바 교회와 신앙교육(2014)
- 정교분리의 관점에서 조명한 사무엘 루더포드-토마스 후커의 17세기 교회론(교회정부) 논쟁 (2015)
- The Faculties of “Intellect and Will” Free Choice and Prayer: A Comparative Analysis of Calvin and Turretin(2015)
- 율법의 행위에 대한 칼빈의 성경해석(2016)
- 사무엘 루더포드의 생애와 신학(2016); 종교개혁의 선구자 베셀 한스포르트(2017)
- 타락 전 언약의 주제들(2018)
- The Decalogue in Puritan Ethics in the 17th Century England(2018)
- 윌리엄 에임스와 도르트 회의(2019)
- 청교도 교리 설교: 토마스 왓슨(2020)
- 사무엘 루더포드의 죄죽임교리와 구속언약(2020)
- 레위기 18장 5절에 대한 교회사적 고찰(2021) 이 외 다수

## 같이 보기
- 리처드 멀러
- 합동신학대학원대학교
- 한국복음주의신학회
- 한국복음주의역사신학회
- 한국장로교신학회
- 한국개혁신학회
- 종교개혁500주년기념일
- 요한칼빈탄생500주년기념사업회
- 한국성경신학회
- 한국의 신학자 목록
- 안만수
- 박윤선
- 개혁신학자
- 김명혁
- 오덕교
- 청교도
- 언약신학